# 大成機工
大成機工株式会社（たいせいきこう、英：TAISEI KIKO Co., ltd.）は、大阪府大阪市北区梅田に本社を置く上下水道・ガスのインフラ関連（水道管路、ガス管路）など産業機械、製品の企画設計から工事工法の開発、実際の工事施工まで行う管路維持メンテナンスメーカーである。

## 概要
事業内容は、各種ジョイントの製造販売、管路補修用金具の製造販売、耐震・免震用ジョイントの製造販売、各種不断水工法、各種リニューアル工法。日本経済団体連合会、関西経済連合会の会員企業である。

## 歴史

### 1941年の創業から戦後の再スタートまで
民間のエンジニアリング会社等でキャリアを積んだ矢野信吉（1909年〜1995年）が1941年（昭和16年）4月15日、大成機工の前身となる「大同工業所」を大阪市北区で創業。産業機械部品等を調達する業務をメインに軍需景気に後押しされて社業は順調に伸びたが、太平洋戦争で大阪は焼け野原になった。
一時期、体調を崩していた創業者が大阪の地で「大同産業社」として再スタートをするのは1947年（昭和22年）7月になってからである。名古屋高等工業学校時代の同級生が大阪市復興局に勤務しており、その縁で資材調達部局ほか土木局や港湾局、建設局などから受注するようになる。1948年(昭和23年)に3月29日、「大同機械工業株式会社」に社名を一新。さらに時をあけず「大同機工株式会社」へ変更した。

### ⽔道管路の開発製造業とメンテナンス業で発展
1951年（昭和26年）に設計エンジニアの入社を契機に、機械工具設計製作業へシフトしていく。翌年の1952年（昭和27年）には初のオリジナル製品「漏水防止金具」を開発。当時はまだ水道管の水漏れ事故が多発していたことから、水道管を連結する補強製品として高く評価された。その後、水道インフラに特化した管路関連器具や部品の開発、製造メーカーとして評判を得る。1954年（昭和29年）には、「大成機工株式会社」に社名変更。水道インフラの整備が進む中、昭和30年代には水道管は鉛コーキングのものから耐振動性と水密性の高いゴムリングと押輪を使ったメカニカルジョイント形鋳鉄管が増えていた。しかし、鋳鉄管は水圧で継手部分が抜けやすい弱点があり、同社ではこれを解決する製品として「特殊押輪」を開発したのである。その性能と利便性が評価され、大阪市水道局の標準工事仕様となった。

### ⾼度成⻑の中、大ヒット製品を次々発表
地中埋設の石綿管の折損箇所を切り取らずに修理を可能にした継手の「エースジョイント」が1959年（昭和34年）に開発されて大ヒットする。これにより、同社は特殊継手メーカーとして水道業界で広く知られるようになった。翌1960年（昭和35年）、鋳鉄管用の継手「ヤノジョイント」を開発。
「上下水道・工業⽤水道産業界の発展を通じて、もっと安⼼・もっと安全な社会へ」と掲げる日本水道工業会が1966年（昭和41年）11月に発足し、会員となった同社は水道業界に長年にわたり貢献して来た実績もあり、現在では副会長の重責を担うまでになっている。

### ガス管路⽤離脱防⽌⾦具からポリフィッターの製品化まで
1970年（昭和45年）には、ガス管⽤離脱防止金具「ＧＭ型特殊押輪」を開発。大阪ガス、東邦ガス、西部ガスなどに採用された。翌1971年（昭和46年）には、オーストリアのハヴレ社から技術提供を受けてポリエチレンパイプの継手「ポリフィッター」を製品化し、名古屋水道局で採用されることになった。水道、ガスのライフラインを維持管理する製品の提供幅を広げた時期でもあった。

### ヤノ・ストッパーの開発、インサートバルブ工法を実現
創業30年を迎えた同社では、通水したままの管路に簡易バルブを設置する「ヤノ・ストッパー」を開発した。このほか、新工法の開発にも着⼿し、不断水で市販のバルブを設置する工法を日本で実現させている。それが「インサートバルブ工法」である。なお、これは現在実施しているバイト式カッターと圧力タンクを組み合わせた世界初の方式で、工期短縮に加え、既設管の切断による断水や濁りが発生せず、切りくずが管の中に混入しないため安全性も高い工法として評価を受けている。
1979年（昭和54年）には地上34階、地下4階建てで、142メートル（竣工時は西日本一）の大阪駅前第3ビルに本社を移転。社員も急増した1980年代は営業拠点のネットワークを整備し、さらに海外への販売も手がけるグローバル企業となっていった。製品開発では1983年（昭和58年）にダクタイル鋳鉄製ボール型伸縮可とう管「タイ・フレックス」が実用化され、地震の多い日本に必要な伸縮、屈曲性を兼ね備えた耐震継手として注目を集めた。

### 三田工場の稼働と転換期を迎える
1990年代に入って同社は大きな転換期を迎える。主⼒の生産拠点として建設を進めていた三⽥工場（兵庫県三⽥市テクノパーク）が1990年（平成2年）に竣工する。以後、同社の新製品や新工法開発の研究拠点としても大きな役割を果たす。
1993年（平成5年）4月には、日本タイ友好親善のために来日したタイ王国シリキット王妃が関西を訪問した際、歓迎昼食会のホスト役に指名された矢野信吉が琵琶湖の観光船で接遇している。こうした機会を得たのは、同社が以前よりタイ地方水道公社から研修生の受け入れを行っていたこともあった。
1995年（平成7年）9⽉23⽇には創業者の矢野信吉が逝去（享年87歳）。これを機に「原点に戻れ！」という創業者の言葉を掲げ、現場の課題を解決する製品や工法の開発に注力していく。また、産学官連携による共同研究にも力を入れ、「タイ・フレックス」の液状化における挙動実験を科学技術庁（現・文部科学省）防災科学技術研究所で実施。その高い性能が実証され、のちに海外企業とライセンス契約を結んでいる。

### インフラを支える大震災での救援活動
1995年（平成7年）1月17日、マグニチュード7.2の阪神淡路大震災が発生。当時の神戸の上下水道施設は未曾有の被害を受け、約240万人、1万1000戸余りが断水したとされる。同社は社員総動員で復旧資材を現地に運ぶほか工事技術者の派遣をすぐに行った。三田工場を「災害復旧救援隊宿舎」として提供し、同社内には「地震災害対策本部」を設置してライフラインの復旧に全力をあげて対処した。こうした同社の取り組みに対し、翌96年（平成8年）8月には被災者支援活動に対する厚生労働大臣感謝状が贈られている。ライフラインを支え守る企業として、各地の震災の発⽣時には直ちに復旧資材を提供すべく対応する同社の救援活動は、社員の自発的な呼びかけもありその迅速な取り組みが地域貢献として自治体からも評価を受けている。
2011年（平成23年）3月11日に発⽣した東日本大震災のときには、東北エリア一帯で通信網が不通になり被災地の状況が不明のまま復旧資材を積んだトラックを宮城県に向かわせている。4月半ばには宮城県の県営水道の通水が全面復旧するまでに至ったが、その復旧支援にも同社が大きく関わっている。
2016年（平成28年）4月14日と16日に発⽣した熊本県の大地震のときも同社は漏⽔補修材など緊急物資を現地へ搬送している。この地震で熊本県内では最大43万戸が断水したものの、4月30日には熊本市内全域で断水の解消に至るほど復旧も早かったのである。同社が震災時に取り組むのは、ライフラインの復旧や救援活動にとどまらない。地震被害を最小限にする対策を具現化しようと、同年8月に熊本の被災地に学者と同社社員が現地調査を行い、上下水道局との意見交換を実施してレポートにまとめる研究活動も実施している。

### 海外ネットワークの構築と社会貢献活動にも参画
21世紀を迎えた2000年代は、水道局との共同開発を積極的に取り組んだほか、アメリカのローマック社との技術提携や⾹港のジャンボリッチ社と販売提携を結んだことに続き、2001年（平成13年）には、イギリスのUTS社と販売提携を結び、イタリア、フランス、イギリス、オーストリアの欧州企業とのネットワークを構築した。一方、国内では2000年（平成12年）に、静岡県富士市で不断水インサートバルブ工法による世界最大口径2200ミリを施工し、ギネス認定されて技術力の高さを示したのである。
なお、2000年代はじめの同社関連トピックとしては、次の4つがあげられる。一つは2005年（平成17年）9月の衆議院選挙で、当時同社の副会長だった矢野隆司（現会長）が衆議院議員に当選したことである。2つめは2009年（平成21年）3月のイスタンブールで開催された「世界水フォーラム」展示会において、皇太子が同社の展示ブースの視察に訪れたこと。そして3つめが2010年（平成22年）5月に開催された上海万博への出展である。日本が誇る環境技術に取り組む企業の1社として、同社の管路技術が「大阪館」で紹介され、その時の独自の展示映像が話題になった。さらに4つめのトピックとして、2012年（平成24年）3月から、本格的な設備や道具を使って仕事や社会のしくみを学べる「キッザニア甲⼦園」へ出展したことである。これは同社の社会貢献活動の一環として、水道インフラの維持管理を体験できる貴重な機会を提供している。

### 新製品から工法開発まで実現する100年企業を目指す
関東の生産拠点を強化するために2015年（平成27年）に東京工場（東京都板橋区）が新しく稼働した。2018年（平成30年）には厚生労働省、国土交通省ら6省による「第2回インフラメンテナンス大賞」を受賞し、「不断水で設置可能な継手部補強金具による既設管の地震対策」が厚生労働大臣賞に選ばれ同社の技術力の高さを示す結果となった。こうした評価もあり、2021年（令和3年）1月にはＮＨＫ国際放送番組「サイエンスビュー」で同社の耐震補強金具が紹介されている。
同年、4月には水道管路維持メンテナンスメーカーとして創業80年の歴史を迎えた。8⽉には井戸敏三前兵庫県知事が相談役に就任。10月には、「Ｅ−ディフェンス」（兵庫耐震工学研究センター）にて、日本初の地盤崩壊による水道管路の挙動実験を実施している。これまで数々の製品や工法開発に関する産業財産権も数多く（国内外500件以上）取得している老舗企業ではあるが、2022年（令和4年）時点でも非上場。

## 沿革
- 1941年（昭和16年）4月 - 「大同工業所」として創業（現・大阪市北区曽根崎2−8−8）。
- 1947年（昭和22年）7月 - 「大同産業社」に社名を変更（現・大阪市北区堂島浜1-1-5）。
- 1948年（昭和23年）3月 - 「大同機械工業株式会社」設立（現・大阪市北区曽根崎2-5-8）。同年、「大同機工株式会社」に社名を変更。
- 1951年（昭和26年） - 小口径管用折損補修継手「特殊割継輪」「⽔道管洗滌機（パイプクリーニング）」を開発。
- 1952年（昭和27年） - 「漏⽔防⽌⾦具」開発。
- 1953年（昭和28年）4月 - 本社移転（現・大阪市中央区今橋2-1-1新井ビル）。同年、鉛管用漏水補修継手「大同鉛管継⼿」を開発。
- 1954年（昭和29年）2月 - 「大成機⼯株式会社」に社名変更。
- 1958年（昭和33年）10月 - 日本⽔道協会(日水協)に入会。12⽉、メカニカル型鋳鉄管用離脱防止金具「特殊押輪」開発。
- 1959年（昭和34年）2月 - 石綿管用補修金具「エースジョイント」開発。9⽉、本社移転（現・大阪市北区西天満3-6）。同年、不断水分岐取出用割Ｔ管「エースジョイント改良型三ッ割型Ｔ字管」を開発。
- 1960年（昭和35年）3月 - 鋳鉄管用補修金具「ヤノジョイント」開発。同年、不断水分岐取出用割Ｔ字管「ヤノＴ字管」開発。
- 1961年（昭和36年） - 名古屋営業所(現・名古屋⽀店)、東京営業所 (現・東京⽀店)を開設。
- 1962年（昭和37年）1月、豊崎工場（大阪府）、10⽉、三国工場（大阪府）稼働。同年、日水協の検査契約工場に指定。
- 1964年（昭和39年） - 不断水穿孔機「ＴＯ−Ｉ型」「ＴＯ−Ⅱ型」開発。アメリカ水道協会(American Water Works Association=AWWA)に入会。
- 1965年（昭和40年）5月寝屋川工場稼働（大阪府）。8⽉、本社移転（現・大阪市北区堂山町1−5大阪合同ビル）。
- 1966年（昭和41年）5月 - 第85回ＡＷＷＡ総会（マイアミ）に初出展。11⽉、日本水道工業会（現・日本水道工業団体連合会（水団連））に入会。
- 1967年（昭和42年）6月 - 枚方工場（大阪府）稼働。
- 1969年（昭和44年）4月 - 四国出張所（現・四国支店）開設。5⽉、九州出張所（現・九州支店）開設。7⽉、全製品をダクタイル鋳鉄化。
- 1970年（昭和45年）4月 - ガス管⽤離脱防⽌⾦具「ＧＭ型特殊押輪」開発。9⽉、江坂工場（大阪府）稼働。
- 1971年（昭和46年）2月 - 中国出張所（現・中国支店）開設。7⽉、軟質ポリエチレン管用継手「ポリフィッター」発売。
- 1973年（昭和48年）1月 - 管路断⽔器「ヤノ・ストッパー」開発。3⽉、東北出張所（現･東北支店）開設。
- 1974年（昭和49年）4月 - 枚⽅工場が日本工業⽤水協会の管製造事業所に認定。
- 1976年（昭和51年）12月 - 塩化ビニル管用継手「ＴＨシリーズ」開発。
- 1977年（昭和52年） - 不断水バルブ挿入工法「インサートバルブ（IV）工法」開発。
- 1978年（昭和53年）1月 - 川⼝工場（埼⽟県）稼働。4⽉、ガス管⽤離脱防⽌⾦具「ＧＭⅡ型特殊押輪」開発。
- 1979年（昭和54年）6月、イタリアのラチ社と販売提携を結ぶ。8⽉、本社を大阪駅前第3ビルに移転（現・大阪市北区梅⽥1−1−3）。
- 1980年（昭和55年）10月 - 岡⼭出張所（現･岡⼭営業所）開設。
- 1983年（昭和58年） - ダクタイル鋳鉄製ボール型伸縮可とう管「タイ・フレックス」開発。
- 1985年（昭和60年）11月 - フランスのセタ社と販売提携を結ぶ。
- 1986年（昭和61年）11月 - ダクタイル鋳鉄管Ｋ形用離脱防止金具「特殊押輪ワイド」開発。
- 1987年（昭和62年）10月 - 不断水Ｔ型バルブ設置工法「不断⽔インサートバルブＴ型（ＩＶＴ）⼯法」開発。同年、ダクタイル鋳鉄管Ｋ形用離脱防止金具「特殊押輪ロングワイド」開発。
- 1988年（昭和63年）4月 - 南九州出張所開設。同年、不断水伸縮可とう管挿入工法「不断⽔インサートフレックス（ＩＦ）⼯法」開発。
- 1990年（平成2年）3月 - 三⽥工場（兵庫県）稼働。
- 1994年（平成6年） - 開港した関西新空港で「タイ・フレックス」が採用。
- 1995年（平成7年）1月 - シンガポールのシン・アンド・サン社と販売提携を結ぶ。7⽉、名古屋北工場（愛知県）稼働。12⽉、兵庫県知事より阪神・淡路大震災の復旧支援に対し感謝状を受ける。
- 1996年（平成8年）3月、松山出張所（愛媛県）開設。4⽉、北陸出張所（石川県）開設。12⽉、硬質塩ビライニング鋼管用管路遮断器「ＪＳストッパー」開発、初施工。
- 1997年（平成9年）1月 - 三⽥第二⼯場（兵庫県）稼働。11⽉、東京⼯事センター（埼⽟県）開設。
- 1999年（平成11年）1月 - 関⻄工事センター（大阪府）稼働。4⽉、鋳鉄管用補強割金具「ＯＴキャッチャー」開発。10⽉、ISO9001認証取得。
- 2001年（平成13年）10月 - 露出配管⽤スラスト受⾦具「Ｇ-ＬＯＣＫ」開発。
- 2002年（平成14年）1月 - 不断⽔インサートバルブ⼯事φ2200ミリ」が世界最大⼝径の不断水バルブ設置工事としてギネス・ワールドレコーズに登録。
- 2003年（平成15年）11月 - 北海道営業所開設。
- 2004年（平成16年） - 「不断⽔補修弁取替⼯法（パンタグラフ式）」開発。
- 2005年（平成17年） - 「不断水補修弁取替工法（ナイフゲート式・タンク式）」開発
- 2006年（平成18年） - 「フランジ補強金具」開発
- 2007年（平成19年） - 耐震形割Ｔ字管「ヤノ・フレックスＴ字管ＴⅡ型」開発
- 2008年（平成20年）3月 - 「内⾯継⼿補強工法」開発、施工。
- 2010年（平成22年）5月 - 上海国際博覧会大阪館に出展。
- 2011年（平成23年） - 「耐震補強⾦具」開発。
- 2012年（平成24年）3月 - キッザニア甲⼦園に⽔道施設パビリオン出展。
- 2013年（平成25年） - フランスのポンタムソン社と販売提携。
- 2014年（平成26年） - 「フランジサポート」開発。
- 2015年（平成27年）5月 - 東京工場（東京都）稼働。 「耐震形不断水切替弁」開発。「耐震形新設切替弁」開発
- 2017年（平成29年）7月 - 第1回インフラメンテナンス大賞・厚⽣労働大⾂賞を受賞（共同）。同年、「弁体離脱型ソフトシール仕切弁」開発。
- 2018年（平成30年）5月 - 第2回インフラメンテナンス大賞・厚生労働大臣賞を受賞（単独）。同年、「溶接鋼管補修バンド」開発。
- 2019年（平成31年・令和元年） - 「本バルブ型ヤノ・ストッパー」開発。
- 2020年（令和2年） - 鋼製Ｔ字管用「分岐部漏水予防金具」開発。
- 2021年（令和3年）4月 - 創業80周年。10⽉、「Ｅ−ディフェンス」（兵庫県、実大三次元振動破壊実験施設）で日本初の地盤崩壊による水道管路の挙動実験を実施。同年、伸縮・水密機能付耐震補強金具「耐震継ぎ輪」開発。

## 主な製品および⼯法
主に水道管路の特殊継手や不断⽔工法（インサートバルブ工法など）を得意とする企業。水道管、ガス管に関する製品が多い。1959年、世界初の3ツ割型T字管の開発により、業界に先駆けて不断水工法を実現し、断水させずに管路の分岐や切り回しをする「不断水分岐工法」や「ヤノ・ストッパー（管路断水器）」など様々な工法を開発。近年では、「タイ・フレックス（伸縮可とう管）」や「耐震補強金具」をはじめとする耐震性の高い製品を開発している。

## 関連会社

### グループ会社
- 株式会社水道技術開発機構
- 大成テック株式会社
- 株式会社大成機工インターナショナル